# 황전북초등학교 용림분교
황전북초등학교 용림분교는 전라남도 순천시 황전면 선변리 745에 있었던 초등학교이다.

## 연혁
- 1947년 2월 17일 황전북공립국민학교 용림분교장 개교(설립인가 2월 5일)
- 1951년 8월 21일 비룡국민학교 승격 인가
- 1952년 11월 5일 신 교사로 이전
- 1968년 3월 1일 용림분교장 개설
- 1991년 3월 1일 용림분교장 편입
- 1997년 3월 1일 용림분교장 통폐합
- 1998년 3월 1일 황전초등학교로 편입
- 2011년 3월 1일 폐교